# Verne Wolfe
Verne Wolfe (* 14. Juli 1922 in Garber, Garfield County, Oklahoma; † 25. Oktober 2000 in Vista, Kalifornien) war ein US-amerikanischer Stabhochspringer und einer der erfolgreichsten Leichtathletiktrainer. Seine Sportler stellen 30 Weltrekorde auf und gewannen 6 Goldmedaillen bei Olympischen Spielen.

## Leben
Wolf wuchs in Kalifornien auf, bekam 1940 nach der Highschool als Stabhochspringer ein Leistungssportstipendium an der University of Southern California. 1942 meldete er sich freiwillig zu den Fallschirmjägern und diente vor allem hinter den feindlichen Linien in Europa. 1946 setzte er sein Studium fort, sprang 4,27 m mit dem Bambusstab, absolvierte erfolgreich sein Bachelor- und Master-Examen in Pädagogik und begann 1952 als Highschool-Lehrer und -Trainer in Torrance, Kalifornien. Entsprechend der damaligen Amateur-Bestimmungen galt er als Trainer als Berufssportler und musste seine aktive Laufbahn beenden. 1955 wechselte er an die North Phoenix High. Da drei seiner Highschoolsportler amerikanische Jugendrekorde im Diskuswurf, Kugelstoßen und Stabhochsprung aufstellten (u. a. der spätere Weltrekordler im Kugelstoßen, Dallas Long), wurden die Colleges auf den aufstrebenden Trainer aufmerksam. Das Besondere an ihm war, dass er sehr gezielt Krafttraining auch schon bei 15-Jährigen einsetzte. Er wechselte für jeweils ein Jahr zur San José State University an das Foothill College in Los Altos Hills, ehe er 1963 als Cheftrainer an die University of Southern California kam, wo er bis 1984 blieb. Hier gewannen seine Sportler 29 Hochschulmeisterschaften der NCAA und alles, was es zu gewinnen gab. Hierzu gehörten u. a. die Olympiasieger
- Dallas Long (1964 Kugelstoßen),
- Bob Seagren (1968 Stabhochsprung),
- Donald Quarrie (1976 200 Meter),
- Rex Cawley (1964 400 Meter Hürden),
- Randy Williams (1972 Weitsprung).
- Mike Larrabee in (1964 400 Meter).

Aber er trainierte auch O. J. Simpson, Lennox Miller, Clancy Edwards, James Sanford. Die 4-mal-110-Yards-Staffel von USC war 1967 schneller als der Weltrekord (allerdings mit einem Jamaikaner). 1996 wurde Wolfe in die National Track and Field Hall of Fame aufgenommen.
Er starb in Folge eines Sturzes in einem Parkinson-Pflegeheim in Vista (Kalifornien).